# تروپیکال ایرپلی
جدول تروپیکال ایرپلی (انگلیسی: Tropical Airplay) که پیش از این با نام تروپیکال/سالسا (انگلیسی: Tropical/Salsa) و ترانه‌های استوایی (انگلیسی: Tropical Songs) شناخته می‌شد، یک جدول موسیقی است که در سال ۱۹۹۴ توسط مجلهٔ بیلبورد معرفی شد. در ابتدا، رتبه‌بندی ترانه‌ها در این جدول بر اساس میزان پخش زندهٔ آن‌ها در ایستگاه‌های رادیویی، که عمدتاً به پخش موسیقی تروپیکال (آثار موسیقایی که از مناطق اسپانیایی‌زبان کارائیب سرچشمه می‌گرفتند، مانند سالسا، کامبیا، مرنگ، باچاتا و وایناتو) و سبک‌های درهم‌آمیخته با موسیقی استوایی می‌پرداختند، تعیین می‌شد. هر ترانه‌ای، صرف نظر از سبک آن، در صورت پخش به میزان کافی از پانل ایستگاه‌های رادیویی موسیقی استوایی تحت نظارت این جدول، واجد شرایط ورود به این جدول می‌شد.

## سوابق

### هنرمندان با بیشترین ورود به ۱۰ آهنگ برتر
| مجموع | هنرمند             | منبع        |
| ----- | ------------------ | ----------- |
| ۶۲    | ویکتور مانوئل      | [ ۱ ] [ ۲ ] |
| ۵۱    | مارک آنتونی        | [ ۳ ]       |
| ۳۵    | ژیلبرتو سانتا روزا | [ ۴ ]       |
| ۳۴    | ددی یانکی          | [ ۵ ]       |
| ۳۲    | الویس کرسپو        | [ ۶ ]       |
| ۳۰    | پرینس رویس         | [ ۷ ]       |
| ۲۶    | دون عمر            | [ ۸ ]       |
| ۲۵    | رومئو سانتوس       | [ ۹ ]       |
| ۲۱    | کارلوس ویوس        | [ ۱۰ ]      |